# Nymphidium ariari
Nymphidium ariari is een vlindersoort uit de familie van de prachtvlinders (Riodinidae), onderfamilie Riodininae.
Nymphidium ariari werd in 1988 beschreven door Callaghan.